# 愛知県道379号石巻山線
愛知県道379号石巻山線（あいちけんどう379ごう いしまきさんせん）は、愛知県豊橋市内を通る一般県道である。

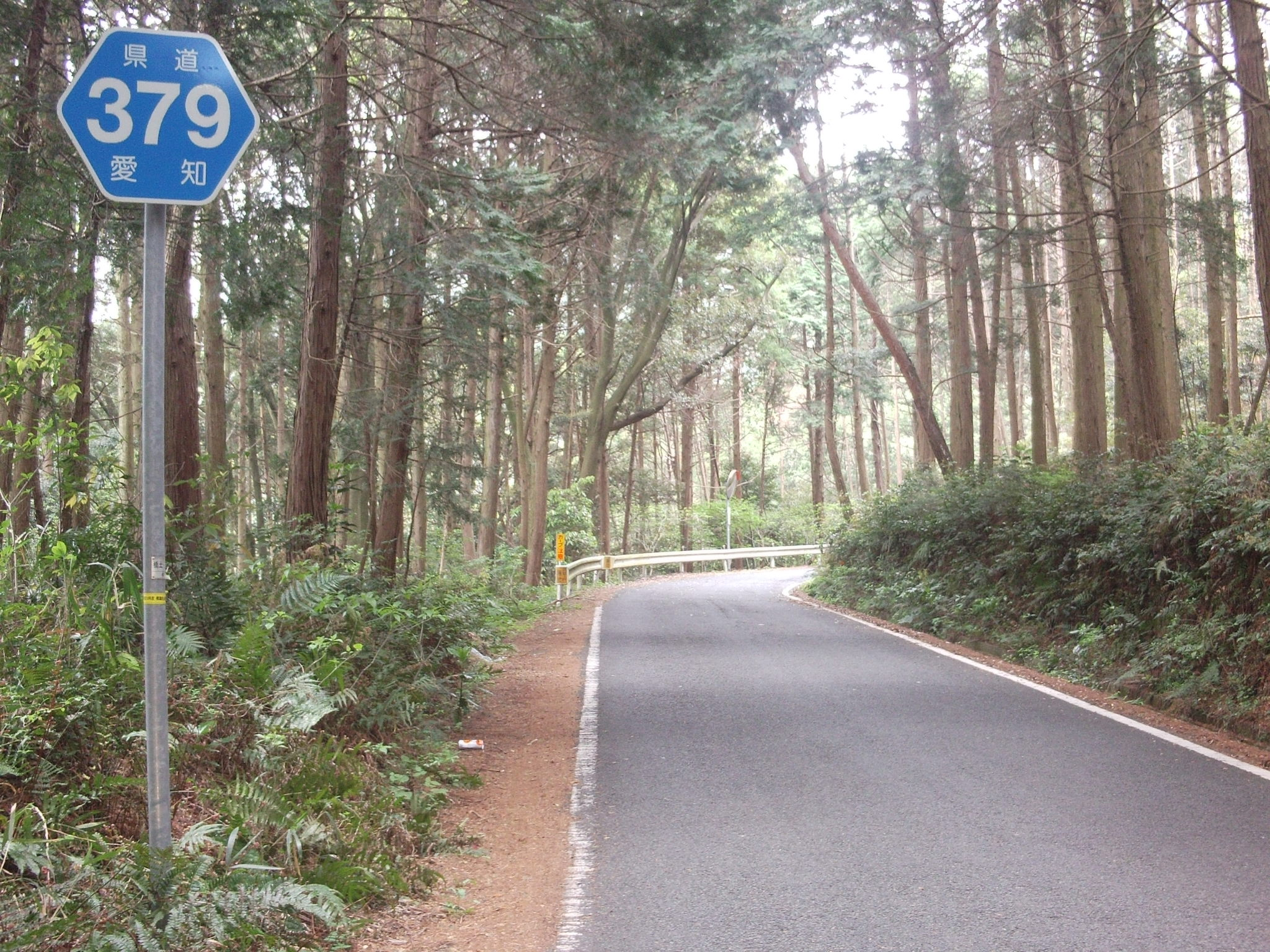
石巻山の山裾。この県道は石巻山多米県立自然公園内にあり主要な車道の一つである。

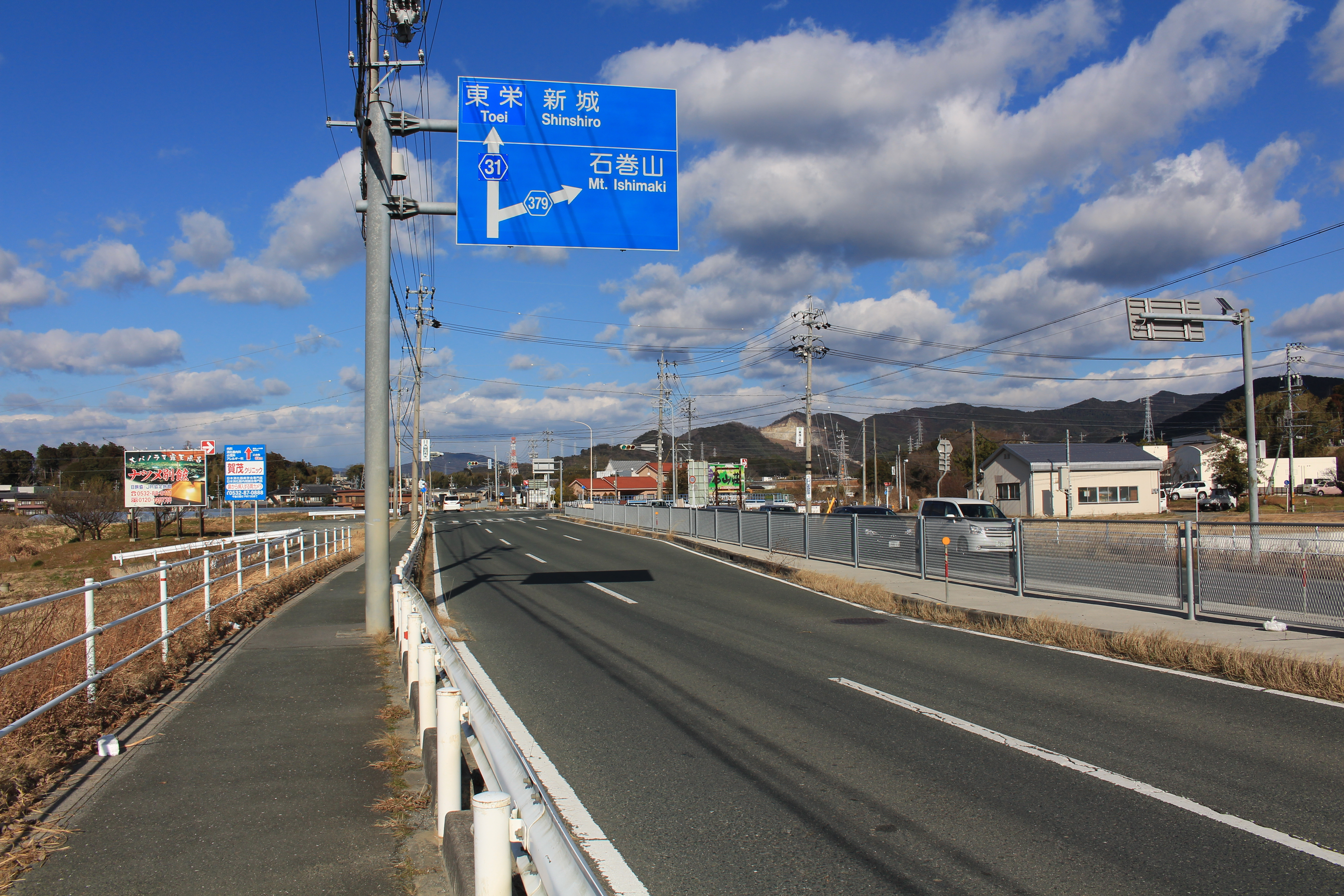
終点となる愛知県道31号東三河環状線との石巻登山口交差点

## 概要

### 路線データ
- 起点：愛知県豊橋市石巻町（石巻神社）
- 終点：愛知県豊橋市石巻本町（石巻登山口交差点）
- 全長：約3.7km

## 沿革
- 1973年6月25日：認定

## 接続する道路
- 愛知県道31号東三河環状線（新道：石巻本町中尾交差点）
- 愛知県道81号豊橋下吉田線（柿の木街道）（石巻登山口交差点）
- 愛知県道31号東三河環状線（旧道：同、81号と重複）

## 周辺
- 石巻山
- 石巻神社
- 石巻温泉